# Myrmecoclytus pauliani
Myrmecoclytus pauliani là một loài bọ cánh cứng trong họ Cerambycidae.